# Мартеленки
Марте́ленки (рос. Мартеленки) — присілок в Балезінському районі Удмуртії, Росія.

## Населення
Населення — 16 осіб (2010; 22 в 2002).
Національний склад станом на 2002 рік:
- росіяни — 100 %